# Bruce Harwood
Bruce Harwood (n. 29 aprilie 1963, North Vancouver⁠(d), British Columbia, Canada) este un actor de personaj canadian. Acesta este cunoscut pentru rolul lui John Fitzgerald Byers⁠(d), unul dintre membrii The Lone Gunmen⁠(d), din serialul Dosarele X. Pe lângă Dosarele X, Harwood l-a interpretat pe Byers și în toate cele treisprezece episoade ale serialul The Lone Gunmen (2001). De asemenea, acesta l-a interpretat pe Willis⁠(d), un tehnician al Phoenix Foundation, în serialul MacGyver și pe doctorul Avery Strong, om de știință devenit adept al teoriilor conspiraționiste, în La Limita Imposibilului. A fost membru fondator al festivalului de vară Shakespeare din Vancouver intitulat Bard on the Beach, fiind prezent în distribuția primei piese de teatru pusă în scenă. De asemenea, a jucat în filmul Earth Star Voyager⁠(d) din 1988.

## Filmografie

### Filme
| An   | Titlu                      | Rol                            | Note                |
| ---- | -------------------------- | ------------------------------ | ------------------- |
| 1989 | The Fly II                 | Tehnician                      |                     |
| 1991 | Bingo                      | membru de conducere al rețelei |                     |
| 1995 | Beauty's Revenge           | Cameraman                      | Film de televiziune |
| 1995 | Bye Bye Birdie             | Reporter #1                    | Film de televiziune |
| 1998 | The X-Files                | Byers                          |                     |
| 2000 | The Guilty                 | Miles                          |                     |
| 2001 | Death Train to the Pacific | CP Railway Director            | Film de televiziune |
| 2006 | The Psychic Life of Plants | Doctor                         | Scrutmetraj         |
| 2007 | The Last Mimzy             | Om de știință                  |                     |
| 2008 | Personal Effects           | Record Man                     |                     |
| 2010 | Daydream Nation            | My. Myers                      |                     |
| 2011 | Christmas Comes to Canaan  | Maitre D'                      | Film de televiziune |

### Seriale
| An        | Titlu                                  | Rol                       | Note                                                  |
| --------- | -------------------------------------- | ------------------------- | ----------------------------------------------------- |
| 1987      | MacGyver                               | Juice                     | Episodul: "Blow Out"                                  |
| 1988      | 21 Jump Street                         | Bruce                     | Episodul: "Hell Week"                                 |
| 1988      | Walt Disney's Wonderful World of Color | Dr. Eugene                | Episodul: "Earth Star Voyager: Part 1"                |
| 1988      | Danger Bay                             | Joe                       | Episodul: "The Return of Sugar Ray"                   |
| 1989      | The Beachcombers                       | Xavier                    | Episodul: "Club Laundromat"                           |
| 1989      | Wiseguy                                | Mesager                   | Episodul: "Day Seven"                                 |
| 1990–1991 | MacGyver                               | Willis                    | 4 episoade                                            |
| 1990      | 21 Jump Street                         | Inginer                   | Episodul: "Research and Destroy"                      |
| 1994–2002 | The X-Files                            | John Fitzgerald Byers     | 36 de episoade                                        |
| 1995      | The Outer Limits                       | Tehnician                 | Episodul: "Valerie 23"                                |
| 1996      | The Outer Limits                       | Dr. Norris                | Episodul: "Trial by Fire"                             |
| 1997      | The Sentinel                           | Barry                     | Episodul: "Warriors"                                  |
| 1997      | The Outer Limits                       | Dr. Avery Strong          | Episodul: "A Special Edition"                         |
| 1998      | Honey, I Shrunk the Kids: The TV Show  | Mr. Lincoln               | Episodul: "Honey, It's No Fun Being an Illegal Alien" |
| 1999      | The Outer Limits                       | Miles Pendergast          | Episodul: "What Will the Neighbors Think?"            |
| 2001      | The Lone Gunmen                        | John Fitzgerald Byers     | 13 episoade                                           |
| 2001      | Andromeda                              | Philip Kim                | Episodul: "All Too Human"                             |
| 2002      | Stargate SG-1                          | Dr. Osbourne              | Episodul: "Frozen"                                    |
| 2004      | The L Word                             | Administratorul hotelului | Episodul: "Lies, Lies, Lies"                          |
| 2004      | Smallville                             | Ben Powell                | Episodul: "Resurrection"                              |
| 2004      | Alienated                              | Profesor #2               | Episodul: "Human Gas"                                 |
| 2004      | Kingdom Hospital                       | Fred Beagle               | Episodul: "Shoulda' Stood in Bed"                     |
| 2007      | Whistler                               | Graeme                    | 2 episoade                                            |
| 2011      | Endgame                                | Lester                    | Episodul: "Gorillas in Our Midst"                     |
| 2012      | Emily Owens, M.D.                      | Anestezist                | Episodul: "Emily and...The Good and the Bad"          |
| 2014–2015 | When Calls the Heart                   | Mayor Silas Ramsey        | 4 episoade                                            |
| 2014      | Psych                                  | Inspector sanitar         | Episodul: "Shawn and Gus Truck Things Up"             |
| 2014      | The Flash                              | Dexter Myles              | Episodul: "Going Rogue"                               |
| 2016      | The X-Files                            | John Fitzgerald Byers     | Episodul: "Babylon"                                   |
| 2020      | Batwoman                               | Profesorul Darby          | Episodul: "O, Mouse!"                                 |